# エキップアサダ
エキップアサダ (Equipe Asada) は、2006年に発足した日本のサイクルロードレースチーム。ツール・ド・フランスに日本のチームとして出場することを目指し、日本初の独立プロチームとして結成された。本項では、運営体制などが異なるものの前身といえる「チーム・バン・サイクリング」 (Team VANG Cycling) についても扱う。

## 概要
浅田顕が監督と運営会社「株式会社シクリズムジャポン (Cyclisme Japon)」の代表取締役を務める。「エキップアサダ」という名称はスポンサー決定前の仮称として扱われたが、スポンサー決定後も浅田が率いるチームのツール・ド・フランス出場プロジェクトの名称であり、以前から堅持してきた不変のビジョンを指す呼称であると説明される。エキップはフランス語でチーム・仲間を意味する。
2009年シーズンはUCIコンチネンタルチーム登録のEQA・梅丹本舗・グラファイトデザイン（イーキューエー・めいたんほんぽ・グラファイトデザイン）として活動した。UCI登録名は「EQA - MEITAN HOMPO - GRAPHITE DESIGN」、UCIコードは「EQA」 (EQuipe Asada) 。
2009年11月16日、資金難を理由に2010年シーズンのUCI登録を見送ることを発表した。チーム自体は解散せず（ただし所属選手は全員他チームへ移籍）、2011年のプロチーム登録を目指してスポンサー獲得活動と、指定強化選手（一部選手は、フランスBbox ブイグテレコム〈ヨーロッパカー〉傘下の育成チーム「ヴァンデU」へ派遣されている）の支援を行っている。その後2011年にチーム活動を再開することを明らかにしたもののスポンサー獲得が難航したために再開には至らず、2011年4月時点では下部組織のU-23チーム「エカーズ (EQADS) 」のみが活動を継続していた。
2013年からは浅田の古巣であるチームブリヂストン・アンカーのU-23チーム（前年に浅田が監督を兼任していた）を事実上吸収した上で、U-23の選抜チーム「EQA U23」を新設。従来の「EQADS」は同チームの下部組織として活動する形に改められた。
近年は協賛メーカーと各種製品の共同開発に取り組んでおり、2009年には梅丹本舗と自転車選手向けサプリメント「スーパーアスリート」シリーズを共同開発したほか、2010年にはパイオニアとペダリングモニタ・サイクルコンピュータを共同開発した。

## 元所属選手
- 福島晋一 - キャプテン。2007年ツール・ド・ランカウイ第7ステージ優勝、2004年ツアー・オブ・ジャパン総合優勝、2003年全日本自転車競技選手権大会ロードレース優勝。2010年はクムサン・ジンセン・アジアに、2011年以降トレンガヌ・プロアジア・サイクリング チームに所属。
- 岡崎和也 - チームNIPPOから合流。2008年・2007年・2003年・2002年全日本選手権個人タイムトライアル優勝、2006年全日本実業団対抗サイクルロードレース優勝、2003年ツール・ド・おきなわ優勝。2009年全日本自転車競技選手権大会ロードレースをもって引退。
- 清水都貴 - 2008年パリ〜コレーズ第1ステージ優勝・総合優勝、2008年ツール・ド・熊野総合優勝、2007年ブエルタ・チクリスタ・ア・レオン第1ステージ優勝・総合優勝、2005年ツール・ド・北海道総合3位。2010年以降チームブリヂストン・アンカーに所属。
- 増田成幸 - 2008年チームミヤタから移籍。2010年はチームNIPPO、2011年以降宇都宮ブリッツェンに所属。
- 中島康晴 - 2007年新加入。2007年全日本自転車競技選手権大会ロードレース4位、2006年インカレロードレース優勝。2010年はチームNIPPO、2011年以降愛三工業レーシングチームに所属。
- 菊池誠晃 - 2008年新加入。2007年はダイハツボンシャンス飯田／UCK Vannes所属。2010年、チームNIPPOに移籍。
- ギヨーム・ポン - 2009年新加入。2008年TOUR DE PIEMONT-PYRENEEN個人総合優勝。
- グレゴール・ガズヴォダ - 2009年新加入。2008年スロベニア個人ＴＴチャンピオン、2008年ツアー・オブ・チンハイレイク第1ステージ6位、UCIレース3勝。
- ソウ・ジュニヨン - 2009年新加入。2008年ワールドカップトラックメルボルン大会ポイントレース2位、2008年韓国国民体育大会個人TT優勝。
- パク・ソンベク - 2009年新加入。2008年ツール・ド・コリア総合優勝、ステージ5勝。2008年北京五輪ロードレース韓国代表。
- ミカエル・ダミアン - 2009年新加入。2008年ミディピレネー地方チャンピオン。
- 新城幸也 - 2008年ツール・ド・おきなわ総合優勝、2008年ツール・デュ・リムザン総合3位・第2ステージ優勝、2007年全日本自転車競技選手権大会ロードレース優勝、2007年ツアー・オブ・ジャパン第7（東京）ステージ優勝。ブイグテレコムに移籍。
- 福島康司 - 晋一の弟、独走逃げを得意とする。2007年ツアー・オブ・サイアム第2ステージ優勝、2005年ツール・ド・ランカウイ第3ステージ優勝。引退。
- 宮澤崇史 - 2008年ツール・ド・北海道総合優勝、2006年・2007年ツール・ド・おきなわ連覇、2007年アジア選手権自転車競技大会ロードレース優勝、2007年ツアー・オブ・ジャパン第1（大阪）ステージ優勝。アミーカチップスに移籍。
- プラジャック・マハウォン - タイ出身、ニックネーム「トミー」。2007年シーズン中、シルクイト・デ・ゲッチョから加入。引退。
- ン・ヨンリ - (NG Yong Li) マレーシア出身。2008年新加入。2007年はVitoria ASC（ポルトガル）所属。マレーシアのレチュア・サイクリングチームに移籍。
- 王胤之 - （WANG Yin-chih：ワン・インチー）台湾出身。2008年新加入。2007年はダイハツボンシャンス飯田所属。兵役中。

## 歴史

### 2006年、チーム・バン・サイクリング
「チーム・バン・サイクリング」は、2006年2月、従来の実業団・メーカーお抱えチームから脱却し、監督・選手が自主的に結成した日本自転車競技界初の独立プロチームとして発足した。株式会社萬（バン）が運営に当たった。浅田顕が監督を務め、萬の取締役も兼任した。選手は福島晋一、福島康司、水谷壮宏、宮澤崇史、清水都貴、井上和郎、新城幸也、佐野淳哉、田中聡が所属、元チームブリヂストン・アンカーのメンバーが同チームから分離独立する形になった。UCIコンチネンタルチーム。UCI登録名はCYCLE RACING TEAM VANG、UCIコードはVAN。
Yahoo! JAPANがスポンサーとなり、「チームYahoo! JAPAN」への改称が予定されていたが、スポンサー契約の正式発表が5月と予定よりずれ込み、改称は実施されなかった。このため当初は仮称として扱われていた「チーム・バン」のまま活動を続けた。
- （1月15日 - 福島晋一 - ツアー・オブ・サイアム第1ステージ優勝 - 日本ナショナルチーム）
- （1月18日 - 宮澤崇史 - ツアー・オブ・サイアム第4ステージ優勝 - 日本ナショナルチーム）
- 6月18日 - 福島康司 - レ・ブクル・ド・ラ・マイエンヌ総合優勝
- 6月24日 - 新城幸也 - 全日本選手権U23優勝
- 8月2日 - 福島晋一 - ブエルタ・チクリスタ・ア・レオン第1ステージ優勝
- 8月18日 - 新城幸也 - ツール・ド・リムザン総合3位新人賞
- 8月20日 - 福島晋一 - シャトールー・クラシック3位
- 9月15日 - 宮澤崇史 - ツール・ド・北海道第2ステージ優勝
- 11月12日 - 宮澤崇史 - ツール・ド・おきなわ優勝

シーズン中の9月に、翌シーズンのスポンサーが未決定であることと財政難に直面していることが明らかになった。シーズン終了後の11月に、スポンサー獲得ができず2006年限りでチーム・バンとしての活動を停止することになった。

### 2007年、NIPPO梅丹エキップアサダ
チーム・バンとしての活動継続断念を受けて、（水谷壮宏＝引退＝、田中聡を除く）ほぼ同じメンバーによるチーム「Equipe Asada（エキップアサダ）」として翌シーズンへの準備を進めることとなった。2006年12月、ファンによる経済的支援を目的とした「エキップアサダ後援会」が発足した。同月、別の自転車ロードレースチーム、チームNIPPOを所有するNIPPOコーポレーションと、梅肉エキスを使用した健康食品を製造販売する梅丹本舗（めいたんほんぽ）がメインスポンサーとなることが決まった。これにより、従来のチームNIPPOが二つに分かれ、ヨーロッパを主な活動地域とする一方（岡崎和也、マリウス・ヴィズィアック、清水良行）がエキップアサダに合流した。監督としてはチームNIPPOの大門宏が、選手としては新人・中島康晴が加わり、NIPPOコーポレーション・梅丹本舗・Equipe Asada（ニッポコーポレーションめいたんほんぽエキップアサダ）の形ができあがった。NIPPO梅丹（ニッポめいたん）あるいは梅丹（めいたん）と略された。シーズン途中からプラジャック・マハウォン（トミー）が加わった。UCI登録名はNIPPO CORPORATION-MEITAN HOMPO CO. LTD - ASADA、UCIコードはNIP。
- 1月21日 - 福島康司 - ツアー・オブ・サイアム第2ステージ優勝
- 2月8日 - 福島晋一 - ツール・ド・ランカウイ第7ステージ優勝
- 5月20日 - 宮澤崇史 - ツアー・オブ・ジャパン第1ステージ優勝（2位新城幸也）
- 5月27日 - 新城幸也 - ツアー・オブ・ジャパン第7ステージ優勝
- 6月10日 - 岡崎和也 - 全日本選手権個人タイムトライアル・ロードレース優勝
- 6月24日 - 新城幸也 - 全日本自転車競技選手権大会ロードレース優勝（3位宮澤崇史、4位中島康晴）
- 8月1日 - 清水都貴 - ブエルタ・チクリスタ・ア・レオン第1ステージ優勝
- 8月5日 - 清水都貴 - ブエルタ・チクリスタ・ア・レオン総合優勝
- 8月5日 - ブエルタ・チクリスタ・ア・レオン チーム総合優勝
- 9月8日 - 福島晋一 - ツール・ド・コリア第8ステージ優勝（3位清水良行）
- （9月10日 - 宮澤崇史 - アジア自転車競技選手権大会ロードレース優勝 - 日本代表として）
- 9月15日 - 新城幸也 - ツール・ド・北海道第4ステージ優勝（2位宮澤崇史）
- 11月11日 - 宮澤崇史 - ツール・ド・おきなわ優勝（3位新城幸也）

### 2008年、梅丹本舗・GDR
2007年12月、梅丹本舗がスポンサー契約を続け、ゴルフシャフトメーカーであるグラファイトデザインを新たにスポンサーに迎えて同社から自転車の供給を受け、UCI登録名を「梅丹本舗・GDR」とすることが発表された。また増田成幸、ヨンリ、菊池誠晃、王胤之が加入した。一方、マリウス・ヴィズィアック、井上和郎、清水良行、佐野淳哉がチームNIPPO・エンデカに移る。このNIPPO・エンデカは、2007年のNIPPO梅丹に監督として名を連ねた大門宏が率い、NIPPOコーポレーションが支援するサンマリノ登録のコンチネンタルチームである。「梅丹本舗・GDR」と「NIPPO・エンデカ」はスタッフの共有などの協力体制を続けるという。
- 5月10日 - 新城幸也 - ツール・ド・熊野第2ステージ優勝（2位清水都貴）
- 5月11日 - 清水都貴 - ツール・ド・熊野総合優勝（3位新城幸也）
- 5月20日 - 福島晋一 - ツアー・オブ・ジャパン第3ステージ優勝
- 6月8日 - 岡崎和也 - 全日本選手権個人タイムトライアル優勝
- 8月6日 - 清水都貴 - パリ〜コレーズ第1ステージ優勝
- 8月7日 - 清水都貴 - パリ〜コレーズ総合優勝
- 8月20日 - 新城幸也 - ツール・デュ・リムザン第2ステージ優勝
- 9月15日 - 宮澤崇史 - ツール・ド・北海道総合優勝
- 11月8日 - 新城幸也 - ツール・ド・おきなわ第1ステージ優勝
- 11月9日 - 新城幸也 - ツール・ド・おきなわ第2ステージ優勝（2位清水都貴）・総合優勝（2位清水都貴）

### 2009年、EQA・梅丹本舗・グラファイトデザイン
（執筆中）

## パートナー・サプライヤー
- 梅丹本舗
- ジャパンマテリアル
- オージーケーカブト
- WAVE ONE
- 井上ゴム工業 - IRC TIRE
- 富士重工業
- ル・コック・スポルティフ
- WATANABE CLINIC
- 看板市場
- ホリプロ
- パイオニア